# Municipio de Scioto (condado de Pickaway)
El municipio de Scioto (en inglés: Scioto Township) es un municipio ubicado en el condado de Pickaway en el estado estadounidense de Ohio. En el año 2010 tenía una población de 9933 habitantes y una densidad poblacional de 85,29 personas por km².

## Geografía
El municipio de Scioto se encuentra ubicado en las coordenadas 39°46′8″N 83°4′29″O / 39.76889, -83.07472. Según la Oficina del Censo de los Estados Unidos, el municipio tiene una superficie total de 116.46 km², de la cual 114,89 km² corresponden a tierra firme y (1,35 %) 1,57 km² es agua.

## Demografía
Según el censo de 2010, había 9933 personas residiendo en el municipio de Scioto. La densidad de población era de 85,29 hab./km². De los 9933 habitantes, el municipio de Scioto estaba compuesto por el 83,3 % blancos, el 14,42 % eran afroamericanos, el 0,26 % eran amerindios, el 0,7 % eran asiáticos, el 0,49 % eran de otras razas y el 0,83 % eran de una mezcla de razas. Del total de la población el 1,67 % eran hispanos o latinos de cualquier raza.